# L'últim dels vostiacs (novel·la)

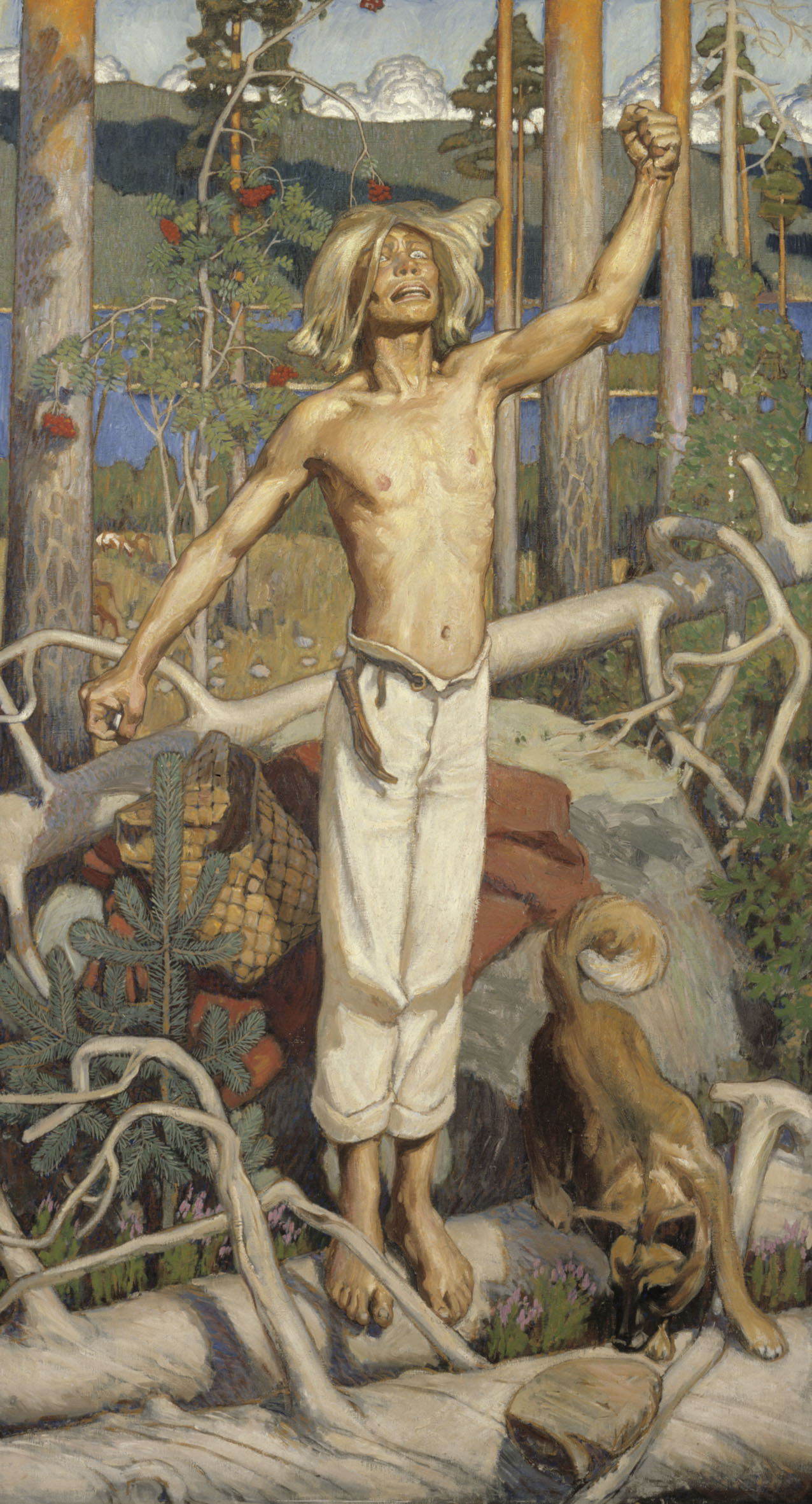
La maledicció de Kullervo, d'Akseli Gallen-Kallela, que apareix a la coberta de la novel·la en l'edició italiana

"L'ultimo dei Vostiachi" (L'últim dels vostiacs) és una novel·la de l'escriptor italià Diego Marani.
És una sàtira dels prejudicis acadèmics i de la investigació filològica. Però alhora planteja reflexions sobre la llengua com a símbol identitari i sobre la soletat de l'últim parlant d'una llengua a punt de desaparèixer.

## Argument
El personatge central és un natiu siberià, que ha estat tancat en un gulag, que parla una llengua gairebé desapareguda, l'últim vestigi d'un so desaparegut, la lateral fricativa amb apèndix labiovelar. Una estudiosa russa que aconsegueix entendre-s'hi el vol portar a un congrés de llengües uralianes a Hèlsinki. Però un purista professor finès intentarà impedir que l'innocent siberià aparegui com a prova vivent del lligam filològic entre les llengües fineses i les dels salvatges americans. La trama es complica amb un macarra lapó, casetes al camp amb sauna, i vaixells de vacances al Bàltic, i de vegades pren un to esbojarrat que recorda Wilt de Tom Sharpe.
Ha estat publicada traduïda al castellà amb el títol "El último vostiaco" ISBN 8493404527.

## Curiositats
A la coberta de l'edició en italià hi ha una reproducció de la pintura La maledicció de Kullervo del pintor finès Akseli Gallen-Kallela.